# موسی کوهکن (هیرمند)
موسی کوهکن یک روستا در ایران است که در استان سیستان و بلوچستان واقع شده‌است. موسی کوهکن ۱۶۳ نفر جمعیت دارد.